# Lux Mundi (szobor)
A Lux Mundi (latinul A világ világossága) Jézust ábrázoló műalkotás az Ohio állambeli Monroe városa közelében, az Amerikai Egyesült Államokban. A 15,8 méter magas szobort a villámcsapás következtében 2010-ben megsemmisült Királyok királya-szobor helyén állították fel 2012 szeptemberében.
A korábbi szobor hiányosságaiból okulva, amely csupán 2004 és 2010 között állt ezen a helyen, az új alkotás tűzálló anyagok felhasználásával és villámelhárító rendszerrel felszerelve készült el.

## Külső hivatkozások
- A Solid Rock Church egyház weblapja. [2014. november 6-i dátummal az eredetiből archiválva]. (Hozzáférés: 2012. október 1.)